# Highasakite
Highasakite ist eine 2012 gegründete norwegische Indie-Pop-Band. Sie besteht aus Ingrid Helene Håvik (Gesang), Trond Bersu (Schlagzeug), Øystein Skar und Marte Eberson (beide Synthesizer) sowie Kristoffer Lo (Gitarre, Percussion und flugabone).

## Geschichte
Die Gründer der Band, die Sängerin Ingrid Helene Håvik und der Schlagzeuger Trond Bersu, trafen sich auf der Trondheim Jazz Conservatory und begannen zusammenzuarbeiten. Øystein Skar und Marte Eberson sowie auch Kristoffer Lo stießen später hinzu. Mit All That Floats Will Rain veröffentlichte die Band 2012 ihr erstes Album beim Label Riot Factory, das sich drei Wochen in den norwegischen Charts halten konnte und als höchste Platzierung den Platz 16 der norwegischen Albencharts erreichte.
2014 folgte das Album Silent Treatment, das von dem norwegischen Produzenten Kåre Chr. Vestrheim produziert wurde und zwei Wochen die norwegischen Charts anführte, insgesamt war es drei Wochen in den Charts vertreten.

## Diskografie

### Alben
- 2012: All That Floats Will Rain (CD, Riot Factory)
- 2014: Silent Treatment (CD, Propeller Recordings)
- 2016: Camp Echo (CD, Propeller Recordings)
- 2019: Uranium Heart (CD, Propeller Recordings)
- 2022: Mother

### EPs
- 2013: In and Out of Weeks (Download/Streaming, Propeller Recordings)
- 2016: Acoustic Versions (Download/Streaming, Propeller Recordings)
- 2019: The Bare Romantic, Pt.1
- 2020: The Bare Romantic, Pt.2

### Singles
- 2011: Indian Summer
- 2012: Son of a Bitch
- 2013: Indian Summer / Run Away (Where Are We) (Split-Single mit Sandra Kolstad)
- 2013: Since Last Wednesday (NO: Platin)
- 2016: Someone Who’ll Get It (NO: Platin)
- 2016: Golden Ticket (NO: Platin)
- 2016: Keep That Letter Safe (NO: Gold)
- 2017: 5 Million Miles
- 2017: Lover, Where Do You Live? (NO: Platin)
- 2018: Out of Order
- 2018: I Call Bullshit
- 2019: Free to Go (mit SeeB)
- 2019: Can I Be Forgiven
- 2020: Under the Sun
- 2022: Mother
- 2024: Never Surrender
- 2024: Ok jeg Lover
- 2024: Break It Right
- 2025: Call Me When You Need Me